# Залесе (гміна Ґруєць)
Залесе (пол. Zalesie) — село в Польщі, у гміні Груєць Груєцького повіту Мазовецького воєводства.
Населення — 302 особи (2011).
У 1975-1998 роках село належало до Радомського воєводства.

## Демографія
Демографічна структура станом на 31 березня 2011 року:
|          | Загалом | Допрацездатний вік | Працездатний вік | Постпрацездатний вік |
| -------- | ------- | ------------------ | ---------------- | -------------------- |
| Чоловіки | 154     | 32                 | 105              | 17                   |
| Жінки    | 148     | 31                 | 90               | 27                   |
| Разом    | 302     | 63                 | 195              | 44                   |